# Hrușvîțea Perșa (Hrușvîțea Druha), Rivne
Hrușvîțea Perșa (în ucraineană Грушвиця Перша) este un sat în comuna Hrușvîțea Druha din raionul Rivne, regiunea Rivne, Ucraina.

## Demografie
Componența lingvistică a localității Hrușvîțea Perșa
     Ucraineană (99,36%)
     Alte limbi (0,64%)
Conform recensământului din 2001, majoritatea populației localității Hrușvîțea Perșa era vorbitoare de ucraineană (99,36%), existând în minoritate și vorbitori de alte limbi.